# Cyanopterus nigrator
Cyanopterus nigrator är en stekelart som först beskrevs av Zetterstedt 1838.  Cyanopterus nigrator ingår i släktet Cyanopterus och familjen bracksteklar. Enligt den finländska rödlistan är arten nationellt utdöd i Finland. Arten är reproducerande i Sverige. Artens livsmiljö är naturmoskogar. Inga underarter finns listade i Catalogue of Life.